# Mardy Fish
Mardy Fish (ur. 9 grudnia 1981 w Edinie) – amerykański tenisista i trener tenisa, zwycięzca turniejów ATP World Tour w grze pojedynczej i podwójnej. W sumie wygrał 14 zawodów cyklu ATP World Tour, 6 w singlu oraz 8 w deblu.
Pierwszy mecz w zawodowym Tourze rozegrał dnia 10 maja 1999 roku podczas rozgrywek ITF Men's Circuit (F3) w Tallahassee przeciwko Jonathanowi Pastelowi. Spotkanie zakończyło się porażką Fisha 4:6, 6:7. Pomimo tego występu status profesjonalisty Amerykanin otrzymał w 2000 roku.
W roku 2004, podczas igrzysk olimpijskich w Atenach w grze pojedynczej zdobył srebrny medal, pokonując w drodze do finału m.in. Michaiła Jużnego oraz Fernanda Gonzáleza. W finale nie sprostał Nicolásowi Massú, przegrywając mecz 3:6, 6:3, 6:2, 3:6, 4:6.
W Pucharze Davisa reprezentował swój kraj od roku 2003, a w innych międzypaństwowych rozgrywkach, Pucharze Hopmana zwyciężył w roku 2008 wspólnie z Sereną Williams, pokonując w finale reprezentację Serbii w składzie Jelena Janković i Novak Đoković.

## Życie prywatne
Mardy Fish urodził się w blisko 50-tysięcznym miasteczku leżącym w stanie Minnesota, Edinie. Obecnie mieszka w Tampie, na Florydzie. Jest synem Toma, który jest nauczycielem w Vero Beach i Sally Fish. Ma młodszą siostrę, Meredith. Jego najlepszym przyjacielem z kortów jest Andy Roddick. Razem dorastali i jako juniorzy wspólnie grali. Pierwszy kontakt z tenisem miał w wieku dwóch lat, a kiedy miał 19. lat rozpoczął karierę zawodową. W wolnym czasie lubi słuchać muzyki Country, surfować oraz grać w golfa.
Amerykanina w występach turniejowych wspierała grupa fanów nazywana „The Fishheads”.
Dnia 28 września 2008 Fish poślubił modelkę, Stacey Gardner w kalifornijskim Beverly Hills. Wśród zaproszonych na uroczystość byli m.in. James Blake oraz amerykański koszykarz, Kevin Garnett.
W całej karierze zarobił 7 460 641 dolarów amerykańskich.

## Kariera trenerska
W styczniu 2017 roku został wspólnie z Jan-Michaelem Gambillem trenerem Jareda Donaldsona.
9 stycznia 2019 roku Fish został mianowany przez USTA 41. kapitanem drużyny Stanów Zjednoczonych w Pucharze Davisa. Zastąpił na tym stanowisku Jima Couriera.

## Kariera tenisowa

### Lata juniorskie
Od marca 1998 Fish zaczął startować w rozgrywkach juniorskich. W singlu odniósł dwa turniejowe zwycięstwa, najpierw pod koniec marca 1999 w międzynarodowych mistrzostwach w Singapurze, gdzie w finale pokonał Rogera Andersona, a następnie w brytyjskim Molesey, wygrywając w meczu finałowym nad Érikiem Prodonem. Najwyżej w klasyfikacji singlowej juniorów był na 14. miejscu (31 grudnia 1999).
W deblu Amerykanin triumfował raz, podczas rozgrywek o międzynarodowe mistrzostwo Japonii w kwietniu 1999 roku w parze z Joachimem Johanssonem. W zestawieniu deblistów najwyżej był na pozycji nr 19. (31 grudnia 1999).

### Sezony 2000–2002
W 2000 roku, kiedy miał 19 lat, rozpoczął karierę zawodową. Pod koniec marca zadebiutował w turnieju ATP Masters Series, na kortach w Miami. W I rundzie pokonał Galo Blanca wygrywając tym samym swój pierwszy mecz jako profesjonalista. W dalszej fazie został pokonany przez Tommy’ego Haasa. Pod koniec czerwca Fish odniósł swój pierwszy turniejowy triumf ITF Men's Circuit w Lachine (F3), gdzie wygrał w finale z Argentyńczykiem Nicolasem Todero. W następnym miesiącu Amerykanin awansował do ćwierćfinału zawodów ATP World Tour na trawiastych kortach w Newport. Po drodze wyeliminował Cristiana Carattiego oraz Chrisa Woodruffa; przegrał z Wayne’em Arthursem. Pod koniec sierpnia miał miejsce debiut Fisha w turniejach wielkoszlemowych, na US Open – przegrał w I rundzie z Janem-Michaelem Gambillem 7:5, 7:5, 4:6, 3:6, 2:6.
Kolejny ćwierćfinał rozgrywek ATP World Tour Fish zanotował w marcu 2001 roku podczas turnieju w Scottsdale. Amerykanin pokonał Juana Ignacio Chelę oraz będącego wówczas na 9. miejscu w rankingu Thomasa Enqvista. Spotkanie o dalszą fazę przegrał z Magnusem Normanem. Jesienią Amerykanin osiągnął finał zawodów ATP Challenger Tour (imprezy wyższej rangą niż ITF Men's Circuit, a niższą niż turniej ATP World Tour) w Kerrville. Mecz o tytuł przegrał jednak z Alexem Kimem.
Dnia 29 kwietnia 2002 roku Fish odniósł swoje premierowe zwycięstwo w turnieju ATP World Tour w grze podwójnej, na ziemnych kortach w Houston. Razem z Andym Roddickiem wygrali w finale wynikiem 6:4, 6:4 nad parą Jan-Michael Gambill–Graydon Oliver. W lipcu Fish dotarł do ćwierćfinału singlowych zawodów ATP World Tour w Newport, po wcześniejszym wyeliminowaniu Yves’a Allegro i Juliana Knowle, jednak w dalszej fazie nie sprostał Michaëlowi Llodrze. Miesiąc później zwyciężył w imprezie kategorii ATP Challenger Tour w Bronx, wygrywając w finale z Dienisem Gołowanowem. W tym samym miesiącu Amerykanin doszedł również do kolejnego ćwierćfinału z cyklu ATP World Tour, w Long Island, gdzie przegrał z Juanem Ignacio Chelą. W październiku Fish odniósł swój drugi triumf ATP Challenger Tour, na twardych kortach w San Antonio oraz awansował do dwóch finałów, w Tyler i Knoxville. 26 sierpnia 2002 roku Fish po raz pierwszy został sklasyfikowany w czołowej setce rankingu gry pojedynczej – na 94. miejscu.

### Sezon 2003
Sezon 2003 Fish zaczął od awansu do ćwierćfinału w Sydney, po wcześniejszym wyeliminowaniu m.in. Carlosa Moyi, tenisisty zajmującego wówczas 5. miejsce w światowym rankingu. Pojedynek o półfinał zawodów rozegrał z Rainerem Schüttlerem, z którym jednak przegrał. Podczas wielkoszlemowego Australian Open Amerykanin doszedł do III rundy. Pokonał Joachima Johanssona oraz ponownie Carlosa Moyę, a w meczu o 1/8 finału nie sprostał Wayne’owi Ferreirze. W połowie lutego Fish dotarł do ćwierćfinału w Memphis, przegrywając z Vince’em Spadeą, natomiast w marcu osiągnął pierwszy finał w singlu, podczas rozgrywek w Delray Beach. Wyeliminował po drodze Andy’ego Roddicka (nr 6. wówczas w rankingu) oraz Marcela Ríosa, zawodnika, który był w przeszłości liderem w klasyfikacji singlistów. Finałowy mecz przegrał jednak 0:6, 6:7(5) ze swoim rodakiem Janem-Michaelem Gambillem.
Na kortach ziemnych, pod koniec kwietnia, Fish uzyskał ćwierćfinał w Houston, przegrywając z Austriakiem Jürgenem Melzerem. Tego roku Amerykanin zadebiutował w Rolandzie Garros, odpadając jednak w I rundzie po porażce z Larsem Burgsmüllerem.
Drugi finał w sezonie Fish rozegrał w Nottingham, na nawierzchni trawiastej, eliminując po drodze m.in. w półfinale Jonasa Björkmana. Rundę finałową przegrał z Gregiem Rusedskim. Podczas Wimbledonu w I rundzie Fish pokonał Gastóna Gaudio, a następnie Gambilla. W spotkaniu o IV fazę zawodów uległ późniejszemu mistrzowi Rogerowi Federerowi.
Podczas US Open Series Fish pod koniec lipca awansował do ćwierćfinału w Waszyngtonie, po wcześniejszej wygranej nad Jewgienijem Kafielnikowem. Pojedynek o półfinał imprezy przegrał z Roddickiem. W połowie sierpnia Amerykanin osiągnął finał turnieju ATP Masters Series w Cincinnati, eliminując wcześniej m.in. Davida Nalbandiana, Rainera Schüttlera, jednak w finałowym meczu ponownie poniósł porażkę 6:4, 6:7(3), 6:7(4) z Andym Roddickiem. Wielkoszlemowy US Open Fish zakończył na II rundzie po porażce z Karolem Kučerą. Swój pierwszy triumf w grze pojedynczej odniósł w październiku w halowym turnieju w Sztokholmie, wygrywając w finale z Robinem Söderlingiem 7:5, 3:6, 7:6(4).
Sezon zakończył na 20. pozycji w światowym rankingu.

### Sezon 2004

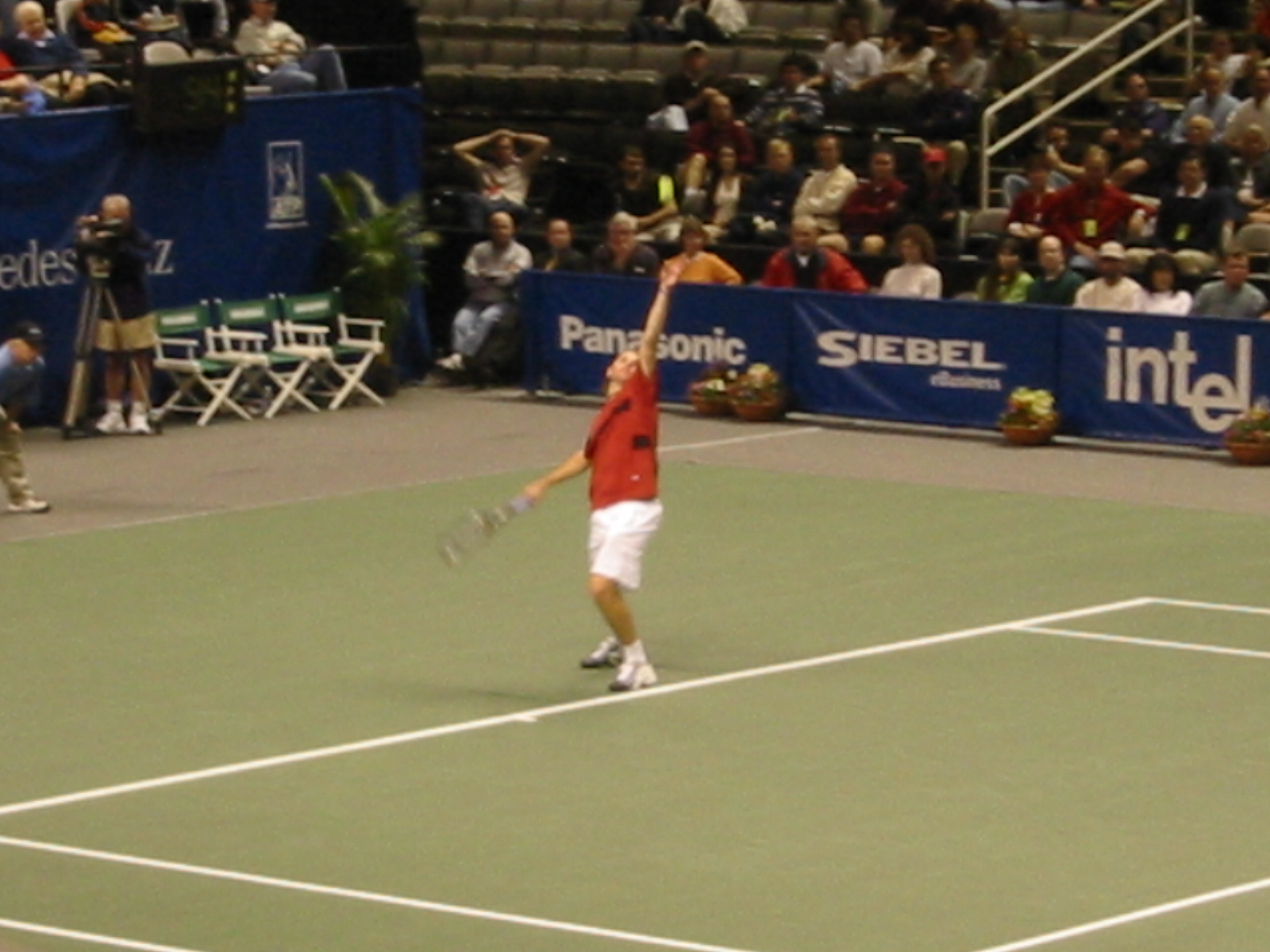
Mardy Fish wykonujący serwis podczas turnieju w San José

Rozgrywki Australian Open Fish zakończył już w I fazie po porażce z Ivo Karloviciem. Na początku lutego doszedł do finału w San José, po wcześniejszej wygranej nad m.in. Andre Agassim. Spotkanie finałowe Fish rozegrał z Andym Roddickiem, z którym przegrał 6:7(13), 4:6. Również w grze podwójnej osiągnął finał. Wspólnie z Jamesem Blakiem pokonali w meczu o tytuł parę Rick Leach-Brian MacPhie 6:2, 7:5. Tego samego miesiąca, podczas rozgrywek singlowych w Memphis Fish uzyskał półfinał, przegrywając z Joachimem Johanssonem.
Trzecie turniejowe zwycięstwo w deblu Amerykanin odniósł w Houston na nawierzchni ziemnej. Wraz z Jamesem Blakiem wygrali w finale ponownie nad duetem Rick Leach-Brian MacPhie, rezultatem 6:3, 6:4. Później, na około okres dwóch miesięcy, Amerykanin musiał zrezygnować ze startów w rozgrywkach z powodu urazu biodra. Do gry powrócił w czerwcu na turniej w niemieckim Halle. Amerykanin awansował do finału po wygranej m.in. nad Rainerem Schüttlerem, jednak pojedynek finałowy przegrał z Rogerem Federerem, zdobywając zaledwie trzy gemy w całym pojedynku. W Wimbledonie odpadł już w II fazie z Thomasem Johanssonem.
W lipcu, na betonowych kortach w Los Angeles Fish dotarł do ćwierćfinału przegrywając z Francuzem Cyrilem Saulnierem. Tego roku odbyły się również igrzyska olimpijskie w Atenach, podczas których zdobył srebrny medal. Amerykanin pokonał po drodze m.in. Juana Carlosa Ferrero, tenisistę który był w przeszłości liderem rankingu singlowego, Michaiła Jużnego oraz Fernanda Gonzáleza. W meczu o złoto zmierzył się z Nicolásem Massú. Po blisko 2:40 godz. mecz zakończył się zwycięstwem Chilijczyka 6:3, 3:6, 2:6, 6:3, 6:4. Dwa tygodnie po igrzyskach odbył się wielkoszlemowy turniej US Open. W I rundzie Fish pokonał Davida Ferrera, jednak w następnej nie sprostał Michalowi Tabarze.
Rok 2004 ukończył na 37. pozycji w rankingu.

### Sezony 2005–2006 – kontuzje i powrót do gry
Sezon 2005 Amerykanin rozpoczął od turnieju w Sydney, gdzie odpadł w II rundzie. W Australian Open również osiągnął II fazę, eliminując wpierw w pięciu setach Juana Mónaco; przegrał z Gastónem Gaudio. Na początku maja, podczas treningu do turnieju w Rzymie, Fish doznał kontuzji prawego nadgarstka. Powrócił na turniej im. Rolanda Garrosa, gdzie został pokonany przez Xaviera Malisse'a. Uraz jednak się odnowił i w czerwcu Fish przeszedł operację. Na korty wrócił w połowie lipca w Indianapolis, przegrywając w III rundzie z George’em Bastlem. Wielkoszlemowy US Open Amerykanin zakończył już w I fazie, gdzie uległ Ivo Karloviciowi. Był to zarazem ostatni w sezonie turniej w którym Fish wziął udział, gdyż 15 września przeszedł drugą operację nadgarstka. W całym sezonie rozegrał jedynie 17 meczów, a ukończył go na 225. miejscu.
Pierwszym turniejem Amerykanina w 2006 roku były rozgrywki w Delray Beach, które odbyły się w styczniu. Fish przegrał jednak w I rundzie z Simonem Greulem. Pod koniec lutego doszedł do finału debla w Memphis. W pojedynku o mistrzostwo wraz z Jamesem Blakiem nie sprostali parze Chris Haggard-Ivo Karlović, przegrywając 6:0, 5:7, 5-10. Na początku kwietnia Fish zwyciężył w turnieju ATP Challenger Tour w Tallahassee, gdzie w finale pokonał Zacka Fleishmana. Dnia 10 kwietnia Amerykanin wygrał drugi singlowy turniej rangi ATP World Tour w swojej karierze, podczas rywalizacji w Houston, eliminując m.in. Tommy’ego Haasa, a w finale wynikiem 3:6, 6:4, 6:3 Jürgena Melzera.

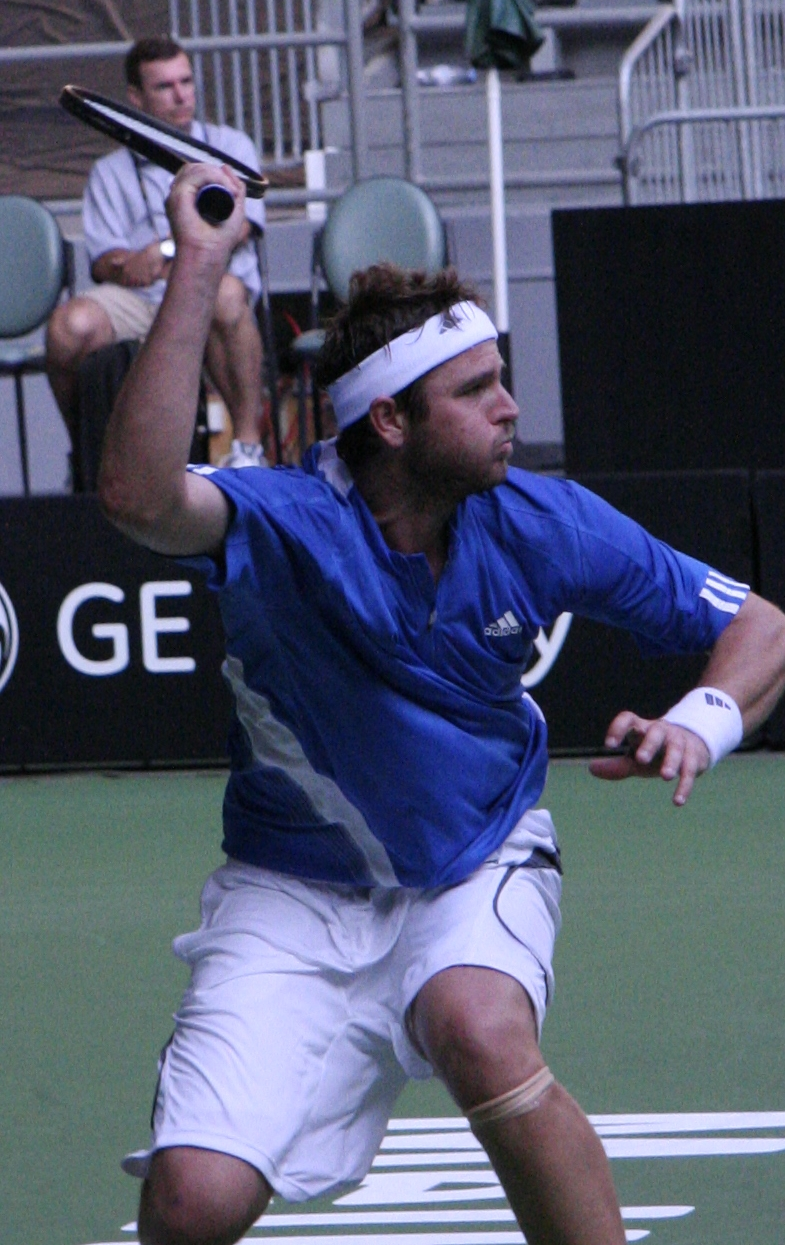
Fish podczas Australian Open, 2007

W ramach przygotowań do Wimbledonu, w czerwcu Fish zagrał w zawodach ATP Challenger Tour w Surbiton na nawierzchni trawiastej, które zakończył się jego zwycięstwem. W samym Wimbledonie doszedł do III rundy, po pokonaniu Robby’ego Ginepriego i Mella Van Gemerdena. Spotkanie o IV fazę poddał Gruzinowi Irakliemu Labadze, przy stanie 6:2 dla rywala, z powodu zatrucia pokarmowego. W Newport doszedł do ćwierćfinału, gdzie nie sprostał Markowi Philippoussisowi.
W lipcu odbył się turniej Legg Mason Tennis Classic w Waszyngtonie, który Fish zakończył na ćwierćfinale po przegranej z Andym Murrayem, natomiast podczas US Open doszedł do II rundy. W I fazie wygrał najpierw z Simonem Greulem, a w kolejnej pokonał go Novak Đoković. Do końca roku Fish osiągnął jeden ćwierćfinał, w halowym turnieju w Metzu, gdzie tym razem musiał uznać wyższość Jürgena Melzera.
Sezon 2006 zakończył na 47. pozycji.

### Sezon 2007
Rok 2007 Amerykanin zaczął od turnieju w Auckland, dochodząc do półfinału po wyeliminowaniu m.in. Maria Ančicia. Mecz o finał zawodów przegrał z Davidem Ferrerem. W Australian Open Fish w I rundzie zmierzył się z rozstawionym z nr 4. w rozgrywkach Ivanem Ljubičiciem. Pojedynek zakończył się wygraną Fisha w czterech setach. W dalszych rundach pokonał Nicolasa Mahuta, Wayne’a Arthursa oraz Ferrera, osiągając tym samym swój pierwszy wielkoszlemowy ćwierćfinał w swojej karierze. Rywalem Fisha w meczu o półfinał był Roddick, który wygrał spotkanie 6:2, 6:2, 6:2. Na początku lutego w San José Fish zanotował ćwierćfinał, gdzie pokonał go Ivo Karlović, a w Memphis osiągnął półfinał, w którym nie sprostał Tommy’emu Haasowi.
W Rolandzie Garros Amerykanin nie zagrał, a w Wimbledonie odpadł w I rundzie po porażce z wiceliderem rankingu Rafaelem Nadalem.
W połowie sierpnia, tuż przed US Open, Fish doszedł do finału w New Haven. Po drodze pokonał m.in. José Acasuso, Stanislasa Wawrinkę oraz Karlovicia. Mecz finałowy rozegrał z Jamesem Blakiem, z którym przegrał 5:7, 4:6. Podczas US Open Amerykanin w I fazie wygrał z Meksykaninem Brunem Echagaraym, lecz następnie uległ w pięciu setach Hiszpanowi Tommy’emu Robredo.
Na koniec roku zajmował 39. pozycję w zestawieniu ATP.

### Sezon 2008

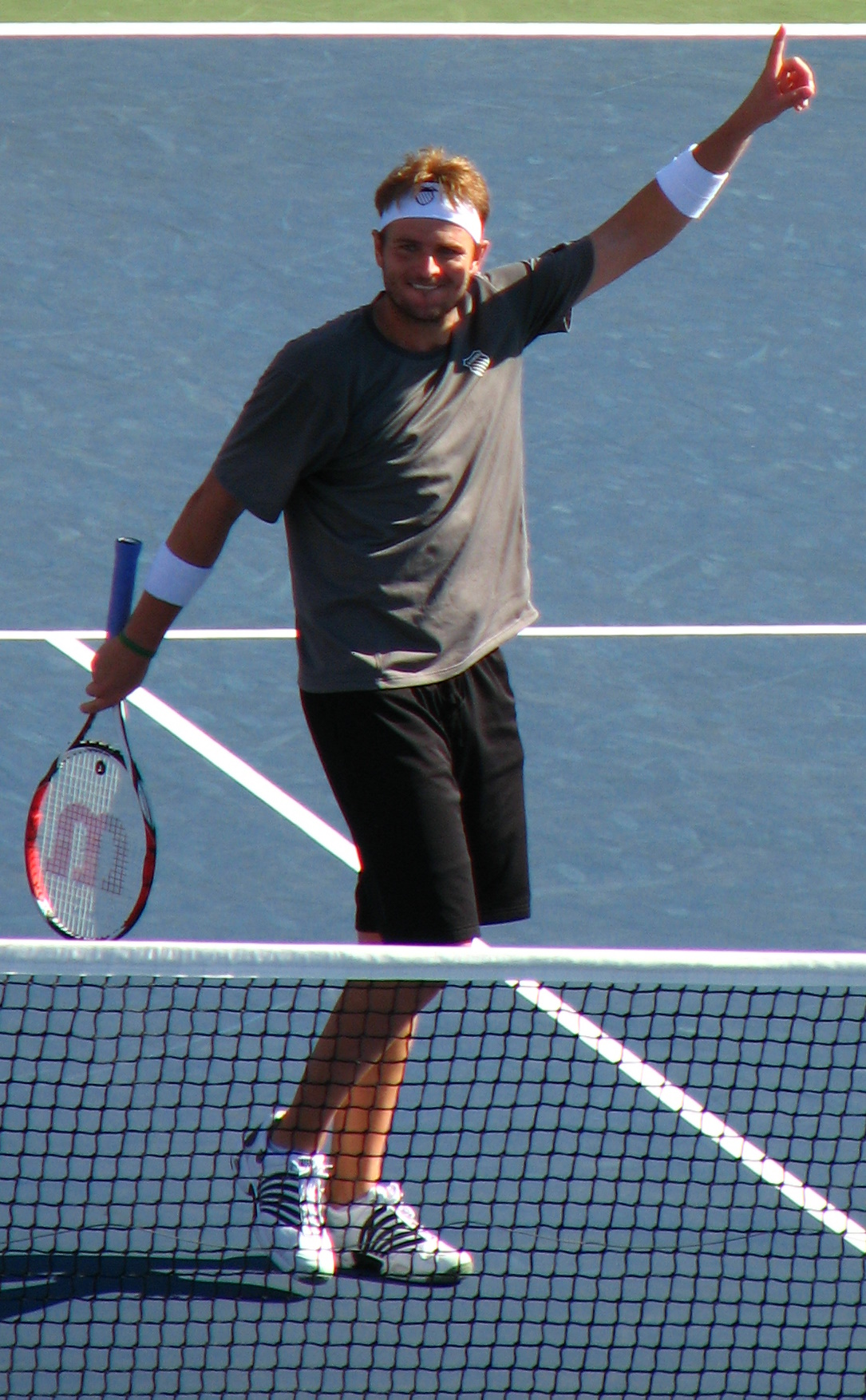
Mardy Fish podczas US Open 2008

Na początku roku Amerykanin doszedł do III rundy w Melbourne po wygranych nad Borisem Pašanskim i Robredo; przegrał z Jarkko Nieminenem. W lutym osiągnął ćwierćfinał w Delray Beach, gdzie musiał uznać wyższość Robby’ego Ginepriego i w San José, po raz kolejny przegrywając z Roddickiem. W marcu Fish uzyskał finał rozgrywek ATP Masters Series w Indian Wells, eliminując odpowiednio Floriana Mayera, Igora Andriejewa, Nikołaja Dawydienkę, Lleytona Hewitta, Davida Nalbandiana i lidera rankingu Rogera Federera. Rywalem Fisha w meczu o mistrzostwo był Novak Đoković. Serb wygrał mecz 6:2, 5:7, 6:3.
Sezon gry na kortach ziemnych Amerykanin rozpoczął od turnieju w Houston, gdzie będąc rozstawionym z nr 3. odpadł w ćwierćfinale z Óscarem Hernándezem. Paryski Roland Garros Fish zaczął od wygranej nad Agustínem Callerim, jednak w następnej rundzie pokonał go Lleyton Hewitt.
Na trawiastych kortach Wimbledonu przegrał już w I fazie rozgrywek z Richardem Gasquetem. Na początku lipca, razem z Johnem Isnerem, triumfował w deblowych zmaganiach w Newport. W finale pokonali 6:4, 7:6(1) duet Rohan Bopanna-Aisam-ul-Haq Qureshi.
W Los Angeles, turnieju wchodzącym w skład cyklu US Open Series, Fish doszedł do półfinału, przegrywając z późniejszym zwycięzcą zawodów Juanem Martínem del Potro. Kolejny singlowy finał w sezonie Amerykanin uzyskał w New Haven, po wygranej m.in. nad Fernando Verdasco. Finałowy pojedynek przegrał jednak z Chorwatem Marinem Čiliciem. Po swojej porażce powiedział:

„Chciałem zagrać lepiej. To jest mój jedenasty finał, a ja wygrałem tylko dwukrotnie. To zaczyna być naprawdę kąśliwe, przegrywając dziewięciokrotnie. Mam dużo w dorobku pucharów finalisty w moim domu. Ten jednak był jednym, który potrzebowałem zdobyć”

Podczas US Open Fish awansował po raz drugi w karierze do wielkoszlemowego ćwierćfinału. Pokonał po drodze m.in. Jamesa Blake’a i Gaëla Monfilsa, a przegrał z grającym z nr 1. Rafaelem Nadalem.
Rok 2008 Amerykanin ukończył na 24. miejscu.

### Sezon 2009

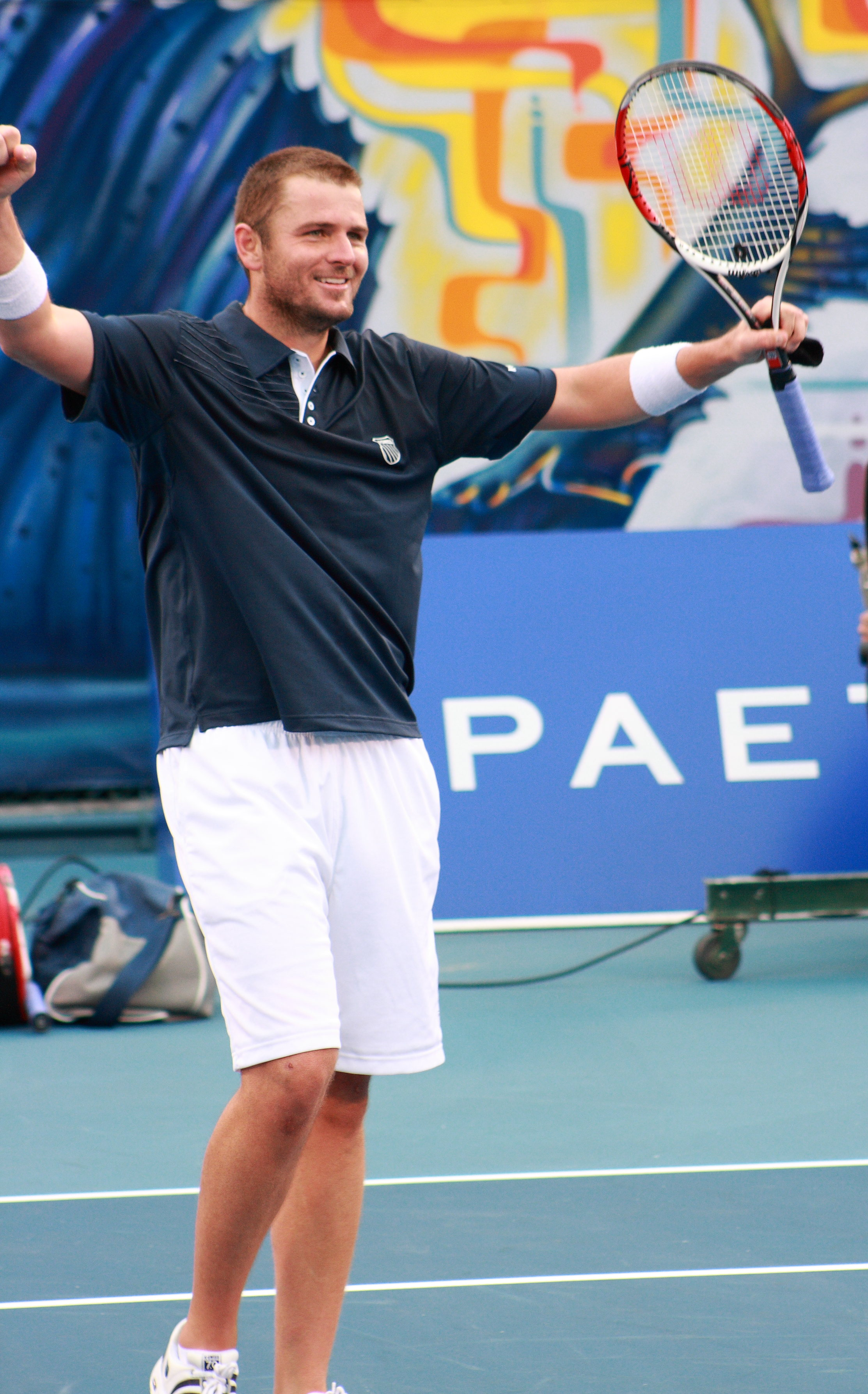
Fish po wygranym finale w Delray Beach, 2009

Pierwszy w sezonie wielkoszlemowy turniej, Australian Open, Fish zainaugurował od zwycięstwa w I rundzie z Samem Grothem. W następnej fazie pokonał Simona Bolellego, a w meczu o IV rundę przegrał z Markosem Pagdatisem. Na początku lutego doszedł do finału w San José po wygranej m.in. w ćwierćfinale nad Juanem Martínem del Potro oraz Jamesem Blakiem. Pojedynek finałowy Fish przegrał z Czechem Radkiem Štěpánkiem. Tego samego miesiąca Amerykanin triumfował w zmaganiach deblowych w Memphis. Partnerem Fisha był Mark Knowles, a w rundzie finałowej wygrali z parą Travis Parrott-Filip Polášek. Na trzecie swoje zwycięstwo w singlu Fish czekał do końca lutego, do imprezy w Delray Beach. W całym turnieju nie stracił seta, a w finale pokonał Rosjanina Jewgienija Korolowa wynikiem 7:5, 6:3. W marcu, wspólnie z Andym Roddickiem, został mistrzem gry podwójnej w rozgrywkach ATP World Tour Masters 1000 w Indian Wells. Amerykańska para decydujący pojedynek o mistrzowskim tytule wygrała z Maksem Mirnym i Andym Ramem.
Na kortach ziemnych, w maju, Fish uzyskał ćwierćfinał w Estoril, gdzie odpadł po porażce z Nikołajem Dawydienką. Wielkoszlemowy Roland Garros zakończył już na I rundzie, gdzie nie sprostał Máximo Gonzálezowi.

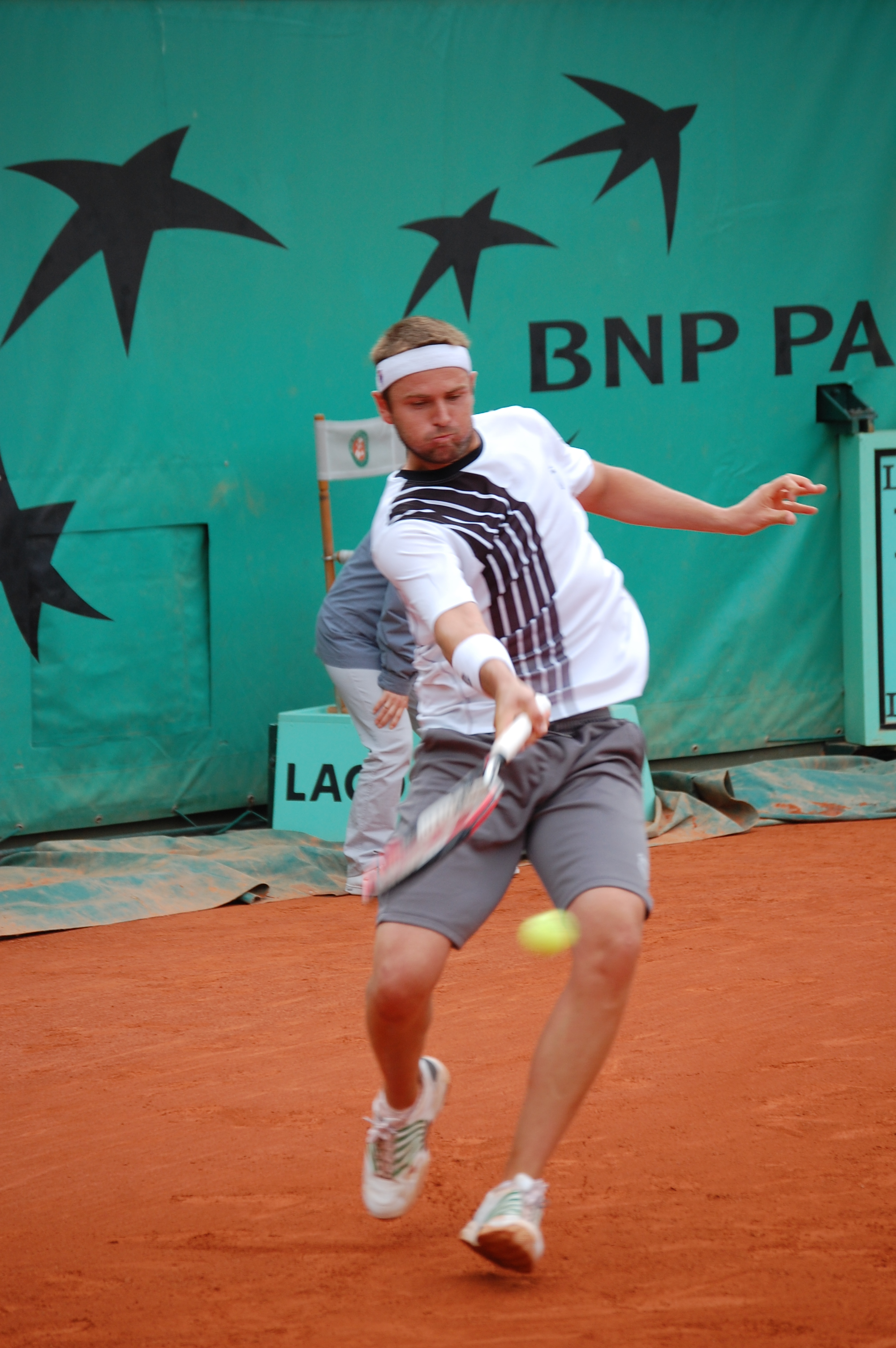
W trakcie Roland Garros 2009

Miesiąc gry na nawierzchni trawiastej Fish zaczął od turnieju w Londynie (Queen’s), awansując do ćwierćfinału, po wcześniejszym wyeliminowaniu Michaëla Llodry i Feliciana Lópeza; przegrał z Andym Murrayem. Turniej Wimbledonu Fish zakończył na III rundzie, gdzie pokonał go Novak Đoković. Na wimbledońskich kortach wystartował także w grze podwójnej dochodząc do półfinału. Razem z Jamesem Blakiem wygrał m.in. w I rundzie z parą nr 3. zawodów Lukáš Dlouhý-Leander Paes, jednak mecz o finał Amerykanie przegrali z deblem Daniel Nestor-Nenad Zimonjić. Po tym turnieju, dnia 6 lipca 2009 roku Fish został najwyżej sklasyfikowany w zestawieniu deblistów w swojej karierze, na 14. miejscu.
Cykl turniejów US Open Series Fish rozpoczął od startu w Los Angeles osiągając ćwierćfinał. Mecz o półfinał oddał walkowerem z powodu doznania urazu żebra Argentyńczykowi Leonardo Mayerowi. Kontuzja okazała się na tyle poważna, że uniemożliwiła Amerykaninowi występ w US Open, a także do końca całego sezonu.
Rok zakończył na 55. pozycji w rankingu ATP.

### Sezon 2010
Po ponad czteromiesięcznej przerwie spowodowanej urazem powrócił do tenisa na turniej w Brisbane. W I rundzie zmierzył się z Markosem Pagdatisem, który wygrał mecz w dwóch setach. Tydzień przed rozpoczynającymi się zawodami Australian Open wziął udział w turnieju w Sydney. Doszedł tam do półfinału, eliminując Carstena Balla, Jewgienija Korolowa oraz Petera Luczaka. Pojedynek o finał rozegrał z Pagdatisem. Mecz zakończył się wynikiem 6:4, 6:7(7), 7:6(5) dla Cypryjczyka. Wielkoszlemowy Australian Open Fish rozpoczął od meczu z Andriejem Gołubiewem, tenisistą zajmującym 130. miejsce w rankingu ATP. Fish przegrał mecz w czterech setach, 2:6, 6:1, 3:6, 3:6. Na początku lutego wygrał rozgrywki w grze podwójnej na twardych kortach w San José. W parze z Samem Querreyem pokonali w meczu o tytuł debel Benjamin Becker-Leonardo Mayer 7:6(3), 7:5. Pod koniec tego miesiąca doszedł do półfinału singla w Delray Beach, pokonując m.in. rozstawionego z nr 4. Jérémy’ego Chardy’ego; przegrał w dwóch setach z Ivo Karloviciem. W marcu Amerykanin wystartował w turnieju rangi ATP World Tour Masters 1000 w Miami, dochodząc do 1/8 finału. Pokonał m.in. grającego z nr 3. Andy’ego Murraya oraz Feliciana Lópeza; przegrał z Michaiłem Jużnym.
Sezon gry na kortach ziemnych Fish rozpoczął od turnieju w Madrycie. W I rundzie pokonał Michaela Russella, natomiast w dalszej fazie nie sprostał Jürgenowi Melzerowi. Pod koniec maja wystartował w wielkoszlemowym Rolandzie Garrosie, dochodząc do II rundy. W I etapie pokonał po pięciosetowym pojedynku Michaela Berrera, a w II rundzie przegrał 2:6, 7:6(8), 6:4, 2:6, 8:10 z Ivanem Ljubičiciem.
Na kortach trawiastych w Londynie (Queen’s) Amerykanin osiągnął swój pierwszy w sezonie finał. Po drodze wyeliminował m.in. obrońcę tytułu z roku 2009 Andy’ego Murraya i w półfinale Feliciana Lópeza. Pojedynek finałowy przegrał 6:7(3), 5:7 z Samem Querreyem. Podczas Wimbledonu osiągnął II rundę, eliminując w I fazie Bernarda Tomica, a następnie przegrywając w czterech partiach z Florianem Mayerem. Ostatni w sezonie turniej na trawie Amerykanin rozegrał w Newport. Rozgrywki zakończyły się zwycięstwem Fisha, który pokonał m.in. w ćwierćfinale Franka Dancevica, a w finale rezultatem 5:7, 6:3, 6:4 grającego z nr 4. w zawodach, Belga Oliviera Rochusa.
Pod koniec lipca Fish wystartował w Atlancie, turnieju rozpoczynającym cykl US Open Series. Rozgrywki zakończyły się końcowym zwycięstwem Amerykanina, który w drodze po tytuł pokonał m.in. w półfinale Andy’ego Roddicka. Spotkanie finałowe rozstrzygnął na swoją korzyść w stosunku 4:6, 6:4, 7:6(4) nad Johnem Isnerem. Po finale Fish powiedział:

„Czuję się tak dobrze, jak nigdy w trakcie swojej kariery. Nigdy nie wygrałem dwóch turniejów w sezonie, a także jeden po drugim oraz nigdy nie wygrałem 10 meczów jeden po drugim.”

Na początku sierpnia Amerykanin wygrał swój ósmy turniej w grze podwójnej, a drugi z Markiem Knowlesem, na kortach w Waszyngtonie. W finale zwyciężyli rezultatem 4:6, 7:6(7), 10-7 czeski debel Tomáš Berdych-Radek Štěpánek. Podczas rozgrywek ATP World Tour Masters 1000 w Cincinnati Fish grając z „dziką kartą” doszedł do finału. Wyeliminował po drodze m.in. Murraya oraz Roddicka; spotkanie finałowe przegrał wynikiem 7:6(5), 6:7(1), 4:6 z Rogerem Federerem. Podczas US Open Fish, będąc rozstawionym z nr 19., osiągnął 1/8 finału, wygrywając po drodze z Janem Hájkiem, Pablo Cuevasem oraz Arnaudem Clémentem. Mecz o dalszą fazę zawodów rozegrał z Novakiem Đokoviciem, który wygrał mecz w trzech setach.
Ostatni turniej w sezonie Fish rozegrał w Pekinie, gdzie doszedł do II fazy po wygranej nad Janko Tipsareviciem. Rywalem Amerykanina w dalszym etapie był Novak Đoković, lecz Fish przegrał pojedynek poprzez walkower, z powodu doznania urazu prawej kostki.
Sezon Fish zakończył na 16. pozycji w rankingu ATP.

### Sezon 2011
Sezon Fish rozpoczął od startu w Brisbane. Na początku rozgrywek wygrał z Adrianem Mannarino, jednak później przegrał z Radkiem Štěpánkiem. Podczas Australian Open Amerykanin uzyskał II rundę, eliminując najpierw w pięciu setach Victora Hănescu, a później przegrywając z Tommym Robredo. W połowie lutego Fish wziął udział w turnieju w Memphis. Amerykanin osiągnął tam półfinał po wygranych nad Teimurazem Gabaszwilim, Lukášem Lacko oraz Samem Querreyem. Mecz o finał zawodów przegrał z Kanadyjczykiem Milosem Raonicem. Tydzień po turnieju w Memphis Fish wystartował w Delray Beach, awansując do kolejnego w sezonie półfinału, w którym został pokonany przez Juana Martína del Potro, późniejszego mistrza zawodów.
Pod koniec marca, podczas zawodów ATP World Tour Masters 1000 w Miami Fish osiągnął półfinał. Amerykanin po drodze pokonał m.in. Juana Martína del Potro oraz rozstawionego z nr 6. Davida Ferrera. Spotkanie o finał Fish przegrał z Novakiem Đokoviciem. Po tym turnieju Fish stał się najwyżej sklasyfikowanym tenisistą ze Stanów Zjednoczonych, wyprzedając Andy’ego Roddicka.
Sezon gry na nawierzchni ziemnej Fish zaczął od startu w Houston, gdzie awansował do ćwierćfinału. Pojedynek o półfinał imprezy zakończył się porażką Amerykanina z Keim Nishikorim. Podczas turnieju w Rzymie Fish osiągnął III rundę w grze pojedynczej, po wcześniejszym wyeliminowaniu Santiago Giralda oraz Ivana Ljubičicia; odpadł z Marinem Čiliciem. Fish wziął udział również w zawodach deblowych, dochodząc wraz z Andym Roddickiem do finału po wyeliminowaniu m.in. czołowej pary, braci Boba i Mike’a Bryanów. Spotkanie finałowe przegrali walkowerem z Samem Querreyem i Johnem Isnerem, z powodu kontuzji ramienia, jakiej doznał Roddick. Na kortach Rolanda Garrosa Amerykanin dotarł do III rundy po wygranych z Ricardo Mello i Robinem Haase. W pojedynku o dalszą rundę został pokonany przez Gilles’a Simona.
Na kortach trawiastych Fish wystartował na Wimbledonie osiągając ćwierćfinał. Po drodze wyeliminował broniącego finału w zawodach Tomáša Berdycha. Pojedynek o półfinał imprezy zakończył się porażką Amerykanina z Rafaelem Nadalem. Na początku lipca Fish zrezygnował ze startu w Newport z powodu otrzymania powołania do reprezentacji USA na ćwierćfinałowy mecz Pucharu Davisa przeciwko Hiszpanii.
Pod koniec lipca, w rozpoczynającym się cyklu turniejów US Open Series Fish wystartował w Atlancie. Zawody zakończyły się triumfem Amerykanina, który obronił tytuł z 2010 roku pokonując w finale Johna Isnera 3:6, 7:6(6), 6:2. W drugim secie tego spotkania Fish obronił dwie piłki meczowe. Tydzień po tym sukcesie Fish awansował do finału w Los Angeles, gdzie w meczu finałowym nie sprostał Ernestsowi Gulbisowi. W pojedynku z Gulbisem Fish doznał urazu pięty, przez co wycofał się z turnieju w Waszyngtonie. Amerykanin powrócił do rywalizacji na turniej ATP World Tour Masters 1000 w Montrealu, gdzie po raz czwarty w karierze osiągnął finał rozgrywek tego cyklu, a pierwszy poza granicami USA. Po drodze wyeliminował m.in. Ernestsa Gulbisa oraz Stanislasa Wawrinkę. Pojedynek finałowy zakończył się porażką Fisha z Novakiem Đokoviciem 2:6, 6:3, 4:6. Fish był jedynym zawodnikiem w turnieju, który zdołał wywalczyć seta z serbskim tenisistą. W Cincinnati Fish dotarł do półfinału, eliminując Nikołaja Dawydienkę, Richarda Gasqueta oraz Rafaela Nadala. Wygrywając z Nadalem, Fish przerwał serię sześciu porażek z rzędu z Hiszpanem, a także zapewnił sobie zwycięstwo w amerykańskim US Open Series. Na US Open Fish doszedł do IV rundy, w której przegrał po pięciosetowym spotkaniu z Jo-Wilfriedem Tsongą.
Na początku października Fish wystartował po miesiącu odpoczynku w Tokio. Amerykanin dotarł do półfinału zawodów po wygranych z Ryanem Harrisonem, Ernestsem Gulbisem oraz Bernardem Tomicem. W pojedynku o awans do finału Fish nie sprostał Rafaelowi Nadalowi.
Pod koniec listopada Fish wystartował w turnieju ATP World Tour Finals rozgrywanym w Londynie, w którym gra ośmiu najlepszych tenisistów z bieżącego sezonu. Amerykanin w grupie zagrał z Rafaelem Nadalem, Jo-Wilfriedem Tsongą oraz Rogerem Federerem. Wszystkie spotkania Fish przegrał, przez co zajął ostatnie miejsce w grupie.
Dnia 15 sierpnia 2011 roku Amerykanin został sklasyfikowany na najwyższej pozycji w rankingu singlowym w swojej karierze, na 7. miejscu, natomiast sezon zakończył na 8. pozycji.

### Sezon 2012
Rok 2012 Fish rozpoczął od Australian Open, osiągając II rundę. Wyeliminował Gilles’a Müllera, a spotkanie o awans do III rundy przegrał z Alejandro Fallą. Na przełomie marca i kwietnia, w Miami, Fish awansował do ćwierćfinału po wygranej m.in. z Nicolásem Almagro. Pojedynek o dalszą rundę przegrał z Juanem Mónaco. W kwietniu i maju Fish nie startował ze względu na problemy zdrowotne, związane z arytmią serca. Sam zawodnik przyznał, że był przerażony swoim stanem zdrowia. Początkowo swoją absencję na kortach tłumaczył zmęczeniem, lecz w wywiadzie dla dziennika USA Today powiedział co jest główną przyczyną jego nieobecności na kortach.
Pierwszy występ Fisha po dłuższej przerwie miał miejsce na Wimbledonie. Mecz I rundy rozegrał z Rubénem Ramírezem Hidalgo, którego pokonał w czterech setach. Następnie Fish wygrał z Jamesem Wardem i Davidem Goffinem. Pojedynek IV rundy z Jo-Wilfriedem Tsongą Amerykanin przegrał 6:4, 6:7(4), 4:6, 4:6.
Pierwszy w roku półfinał zawodnik amerykański osiągnął na początku sierpnia w Waszyngtonie. W meczu o awans do finału Fish nie sprostał Tommy’emu Haasowi. Następnie Fish wystartował w Toronto, awansując do ćwierćfinału po wyeliminowaniu m.in. Juana Mónaco. Spotkanie o dalszą rundę przeciwko Richardowi Gasquetowi zakończyło się porażką Amerykanina w trzech setach. Kolejny ćwierćfinał Fish uzyskał w Cincinnati, przegrywając z Rogerem Federerem. Na US Open Fish doszedł do IV rundy, po zwycięstwach nad Gō Soedą, Nikołajem Dawydienką oraz Gilles'em Simonem. Potem Amerykanin oddał zwycięstwo walkowerem Rogerowi Federerowi podając jako powód problemy zdrowotne. Był to zarazem ostatni rozegrany przez Fisha turniej w sezonie.
Rok 2012 ukończył na 27. miejscu w klasyfikacji ATP.

### Sezon 2013
Przeciągające się problemy z pracą serca spowodowały wycofanie się Fisha z Australian Open. Pierwszy turniej w sezonie z udziałem Amerykanina miał miejsce na początku marca w Indian Wells, gdzie po pokonaniu Bobby’ego Reynoldsa przegrał w III rundzie z Jo-Wilfriedem Tsongą. Pod koniec kwietnia tenisista wystartował w imprezie kategorii ATP Challenger Tour w Savannah, jednak odpadł w I rundzie z Rubénem Ramírezem Hidalgo. W kolejnych tygodniach zrezygnował z udziału w europejskich turniejach z Rolandem Garrosem i Wimbledonem włącznie. Powodem wycofania się z europejskiego sezonu był brak gotowości psychicznej do rywalizacji, co spowodowało nawiązanie współpracy Fisha z psychologiem Jimmem Loehrem. Swój kolejny powrót Fish ogłosił na zawody w Atlancie i zgodnie z zapowiedziami wziął udział w turnieju, gdzie uległ w I rundzie Michaelowi Russellowi. Przed rozpoczęciem imprezy, w wywiadach Fish podkreślał, że arytmia serca została już całkowicie wyleczona. Następnie Fish zagrał w Waszyngtonie, gdzie awansował do finału w grze podwójnej, w parze z Radkiem Štěpánkiem. Pojedynek o tytuł przegrali 6:7(5), 5:7 z deblem Julien Benneteau-Nenad Zimonjić. Potem zagrał w Cincinnati ponosząc porażkę w I rundzie z Philippem Kohlschreiberem i w Winston-Salem, gdzie dotarł do II rundy, w której skreczował przeciwko Jarkko Nieminenowi. Był to ostatni w start Fisha w sezonie.

### Sezon 2015
W 2014 roku Fish nie startował. Pod koniec stycznia 2015 roku potwierdzono udział Fisha na turnieju w Indian Wells, który rozegrano w marcu. Fish przegrał w I rundzie z Ryanem Harrisonem 4:6, 6:4, 6:7(3) nie wykorzystując w trzecim secie dwóch piłek meczowych.
Pod koniec lipca Fish poinformował, że ostatnim turniejem w jego karierze będzie US Open. Przed tym zawodami potwierdził swój udział w rozgrywkach w Atlancie i Cincinnati. W Atlancie uległ w I rundzie Dudiemu Seli, natomiast w grze podwójnej osiągnął ćwierćfinał wspólnie z Andym Roddickiem. Amerykanie mecz o udział w półfinale przegrali z Erikiem Butorakiem i Artemem Sitakiem. W Cincinnati osiągnął drugą rundę singla, pokonawszy Viktora Troickiego. W kolejnym meczu lepszy okazał się Andy Murray. W grze podwójnej odpadł w pierwszej rundzie.
Udział w US Open Fish rozpoczął od pokonania Marco Cecchinato 6:7(5), 6:3, 6:1, 6:3. W drugim spotkaniu Amerykanin uległ Feliciano Lópezowi 6:2, 3:6, 6:1, 5:7, 3:6, tym samym zakończył karierę zawodniczą.

### Rozgrywki międzynarodowe
(Puchar Davisa i Puchar Hopmana)
W reprezentacji daviscupowej zadebiutował w lutym 2002 roku przeciwko Słowacji w grze podwójnej. Partnerem Fisha był James Blake, a jako rywali mieli Karola Becka i Jána Krošláka. Amerykańska para wygrała spotkanie 6:3, 6:7(5), 6:3, 6:4, a zespół USA awansował do ćwierćfinału.
W 2003 roku ponownie został powołany do reprezentacji na pojedynek I rundy Grupy Światowej z Chorwacją. Fish otworzył rywalizację obu drużyn w meczu z Ivanem Ljubičiciem, jednak Amerykanin przegrał spotkanie w trzech setach. Ponadto Fish zagrał w deblu wspólnie z Blakiem przeciwko Goranowi Ivaniševiciowi i Ljubičiciowi, lecz i tym razem został pokonany. Ostatecznie Chorwaci awansowali do dalszego etapu zawodów. We wrześniu Fish wziął udział w barażach o utrzymanie w Grupie Światowej. Rywalami Amerykanów byli Słowacy. Fish zagrał dwa singlowe pojedynki, wygrany z Karolem Kučerą i przegrany z Michalem Mertiňákiem, a drużyna USA całą rywalizację wygrała 4:1, zapewniając sobie tym samym udział w następnym sezonie w najwyższej klasie rozgrywek.
Podczas edycji z 2004 roku Fish awansował do finału rozgrywek. Najpierw wziął udział w I rundzie przeciwko Białorusi, gdzie pokonał Maksa Mirnego i Andrieja Karatczenie. W finale rywalami Amerykanów byli Hiszpanie, którzy wygrali rywalizację 2:3. Fish najpierw przegrał 4:6, 2:6, 3:6 z Carlosem Moyą, a potem pokonał Tommy’ego Robredo 7:6(8), 6:2.
Po czterech latach we wrześniu 2008 roku Fish ponownie zagrał w Pucharze Davisa, w półfinale Grupy Światowej przeciwko Hiszpanii. Wystąpił w deblu partnerując Mike'owi Bryanowi w zwycięskim meczu z Felicianem Lópezem i Fednandem Verdasco, zdobywając zarazem jedyny punkt dla drużyny w przegranej 1:4 rundzie.
W sezonie 2009 wziął udział w rywalizacji ćwierćfinałowej z Chorwacją. Swój singlowy mecz Fish przegrał 6:4, 3:6, 7:6(3), 1:6, 6:8 z Marinem Čiliciem. Ostatecznie Amerykanie ulegli Chorwatom 2:3.
Swój kolejny start w Pucharze Davisa Fish zanotował w połowie listopada 2010 roku przeciwko Kolumbii w walce o utrzymanie w Grupie Światowej. Amerykanin odegrał kluczową rolę dla zespołu, zdobywając wszystkie punkty. Fish pokonał Alejandra Fallę i Santiago Giralda, natomiast w deblu razem z Johnem Isnerem wygrali nad Robertem Farahem i Carlosem Salamancą.
W lipcu 2011 roku Fish był w składzie reprezentacji USA, która grała ćwierćfinał z Hiszpanią. Amerykanie przegrali rywalizację 4:1, a Fish poniósł dwie porażki, najpierw z Feliciano Lópezem, a następnie z Davidem Ferrerem.
Podczas edycji turnieju z 2012 roku Fish wystąpił w reprezentacji jedynie w lutym podczas rywalizacji I rundy przeciwko Szwajcarii. Fish zagrał najpierw w singlu, otwierając zarazem rywalizację między drużynami, pokonując 6:2, 4:6, 4:6, 6:1, 9:7 Stanislasa Wawrinkę. Następnie wystąpił w grze podwójnej razem z Mikiem Bryanem, wygrywając z Rogerem Federerem i Stanislasem Wawrinką, zapewniając zarazem Amerykanom awans do ćwierćfinału rozgrywek.
W Pucharze Hopmana, nieoficjalnych mistrzostwach drużyn mieszanych rozgrywanych na początku każdego sezonu, Fish zwyciężył w sezonie 2008, broniąc barw narodowych z Sereną Williams. W fazie grupowej rywalami Amerykanów były reprezentacje Indii, Australii oraz Czech. Fish wygrał pięć z sześciu rozegranych meczów (w grze pojedynczej i podwójnej). Ostatecznie zespół USA awansował do finału rozgrywek z pierwszego miejsca w grupie. W finale przeciwnikami Amerykanów byli Serbowie, w składzie z Novakiem Đokoviciem i Jeleną Janković. Fish przegrał pojedynek 2:6, 7:6(4), 6:7(4) z Đokoviciem, a wygrał z serbską parą w deblu, wspólnie z Sereną Williams 7:6(4), 6:2. Amerykanka pokonała również w swoim meczu Janković dzięki czemu Stany Zjednoczone wygrały cały turniej.

### Styl gry

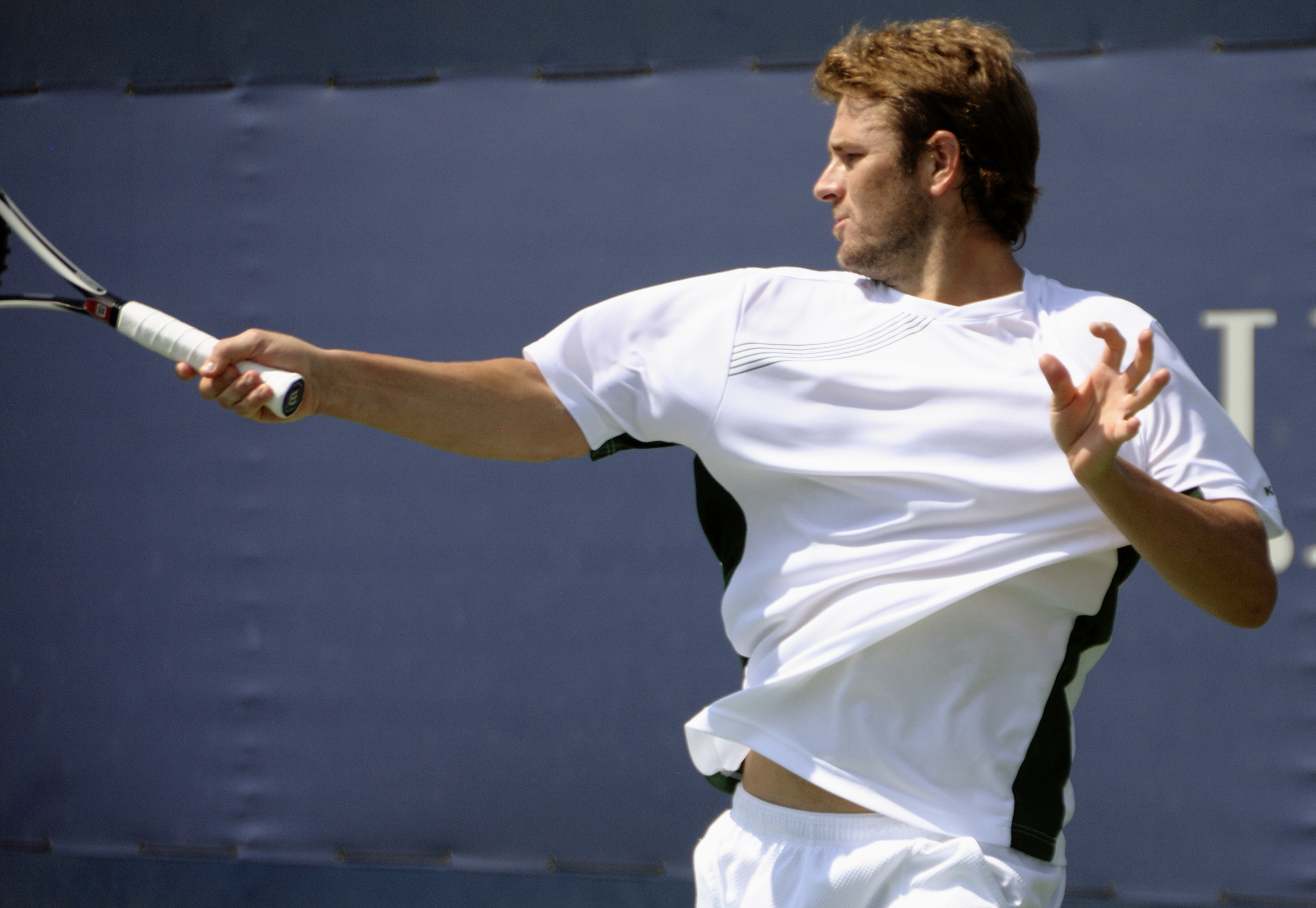
Fish wykonujący forehand

Styl gry Fisha był podobny do tego, który reprezentował jego bliski przyjaciel Andy Roddick. Dysponował potężnym serwisem, potrafiąc zdobywać regularnie kilkanaście asów serwisowych w meczu. Wykonywał oburęczny backhand, którym potrafił bezpośrednio wygrywać wymiany, natomiast forehand grał prawą ręką.
Łącząc karierę singlową i deblową, Fish bardzo dobrze radził sobie przy siatce w akcjach wolejowych.
Znaczący wpływ na styl gry Amerykanina miała dieta na jaką przeszedł z końcem 2009 roku, dzięki której zrzucił wagę z 90 kg do 76 kg. Ta zmiana miała wpływ także na taktykę w grze Amerykanina. W końcowym okresie swojej kariery częściej grał dłuższe wymiany oraz sprawniej poruszał się po korcie. Dzięki tej diecie w jednym sezonie wygrał dwa turnieje z rzędu. Sam przyznał:

„Nawet nie myślałem, że mam do zrzucenia 30 funtów. Czuję się świetnie, jak zupełnie inny zawodnik.”

### Finały w turniejach ATP World Tour

#### Gra pojedyncza (6–14)
| Legenda                                                  |
| Wielki Szlem (0–0)                                       |
| Igrzyska olimpijskie (0–1)                               |
| Tennis Masters Cup / ATP World Tour Finals (0–0)         |
| ATP Masters Series / ATP World Tour Masters 1000 (0–4)   |
| ATP International Series Gold / ATP World Tour 500 (0–0) |
| ATP International Series / ATP World Tour 250 (6–9)      |

| Wygrane według nawierzchni |
| Twarda (4–11)              |
| Ceglana (1–0)              |
| Trawiasta (1–3)            |
| Dywanowa (0–0)             |

| Końcowy wynik | Nr  | Data                 | Turniej      | Nawierzchnia  | Przeciwnik          | Wynik finału            |
| Finalista     | 1.  | 9 marca 2003         | Delray Beach | Twarda        | Jan-Michael Gambill | 0:6, 6:7(5)             |
| Finalista     | 2.  | 21 czerwca 2003      | Nottingham   | Trawiasta     | Greg Rusedski       | 3:6, 2:6                |
| Finalista     | 3.  | 17 sierpnia 2003     | Cincinnati   | Twarda        | Andy Roddick        | 6:4, 6:7(3), 6:7(4)     |
| Zwycięzca     | 1.  | 26 października 2003 | Sztokholm    | Twarda (hala) | Robin Söderling     | 7:5, 3:6, 7:6(4)        |
| Finalista     | 4.  | 15 lutego 2004       | San José     | Twarda (hala) | Andy Roddick        | 6:7(13), 4:6            |
| Finalista     | 5.  | 13 czerwca 2004      | Halle        | Trawiasta     | Roger Federer       | 0:6, 3:6                |
| Finalista     | 6.  | 22 sierpnia 2004     | Ateny        | Twarda        | Nicolás Massú       | 3:6, 6:3, 6:2, 3:6, 4:6 |
| Zwycięzca     | 2.  | 16 kwietnia 2006     | Houston      | Ceglana       | Jürgen Melzer       | 3:6, 6:4, 6:3           |
| Finalista     | 7.  | 25 sierpnia 2007     | New Haven    | Twarda        | James Blake         | 5:7, 4:6                |
| Finalista     | 8.  | 23 marca 2008        | Indian Wells | Twarda        | Novak Đoković       | 2:6, 7:5, 3:6           |
| Finalista     | 9.  | 23 sierpnia 2008     | New Haven    | Twarda        | Marin Čilić         | 4:6, 6:4, 2:6           |
| Finalista     | 10. | 15 lutego 2009       | San José     | Twarda (hala) | Radek Štěpánek      | 6:3, 4:6, 2:6           |
| Zwycięzca     | 3.  | 1 marca 2009         | Delray Beach | Twarda        | Jewgienij Korolow   | 7:5, 6:3                |
| Finalista     | 11. | 13 czerwca 2010      | Londyn       | Trawiasta     | Sam Querrey         | 6:7(3), 5:7             |
| Zwycięzca     | 4.  | 11 lipca 2010        | Newport      | Trawiasta     | Olivier Rochus      | 5:7, 6:3, 6:4           |
| Zwycięzca     | 5.  | 25 lipca 2010        | Atlanta      | Twarda        | John Isner          | 4:6, 6:4, 7:6(4)        |
| Finalista     | 12. | 22 sierpnia 2010     | Cincinnati   | Twarda        | Roger Federer       | 7:6(7), 6:7(1), 4:6     |
| Zwycięzca     | 6.  | 24 lipca 2011        | Atlanta      | Twarda        | John Isner          | 3:6, 7:6(6), 6:2        |
| Finalista     | 13. | 31 lipca 2011        | Los Angeles  | Twarda        | Ernests Gulbis      | 7:5, 4:6, 4:6           |
| Finalista     | 14. | 14 sierpnia 2011     | Montreal     | Twarda        | Novak Đoković       | 2:6, 6:3, 4:6           |

#### Gra podwójna (8–3)
| Legenda                                                  |
| Wielki Szlem (0–0)                                       |
| Igrzyska olimpijskie (0–0)                               |
| Tennis Masters Cup / ATP World Tour Finals (0–0)         |
| ATP Masters Series / ATP World Tour Masters 1000 (1–1)   |
| ATP International Series Gold / ATP World Tour 500 (2–2) |
| ATP International Series / ATP World Tour 250 (5–0)      |

| Wygrane według nawierzchni |
| Twarda (5–2)               |
| Ceglana (1–1)              |
| Trawiasta (0–0)            |
| Dywanowa (0–0)             |

| Końcowy wynik | Nr | Data             | Turniej      | Nawierzchnia  | Partner        | Przeciwnicy w finale               | Wynik finału      |
| Zwycięzca     | 1. | 28 kwietnia 2002 | Houston (1)  | Ceglana       | Andy Roddick   | Jan-Michael Gambill Graydon Oliver | 6:4, 6:4          |
| Zwycięzca     | 2. | 15 lutego 2004   | San José (1) | Twarda (hala) | James Blake    | Rick Leach Brian MacPhie           | 6:2, 7:5          |
| Zwycięzca     | 3. | 18 kwietnia 2004 | Houston (2)  | Ceglana       | James Blake    | Rick Leach Brian MacPhie           | 6:3, 6:4          |
| Finalista     | 1. | 26 lutego 2006   | Memphis      | Twarda (hala) | James Blake    | Chris Haggard Ivo Karlović         | 6:0, 5:7, 5-10    |
| Zwycięzca     | 4. | 13 lipca 2008    | Newport      | Trawiasta     | John Isner     | Rohan Bopanna Aisam-ul-Haq Qureshi | 6:4, 7:6(1)       |
| Zwycięzca     | 5. | 22 lutego 2009   | Memphis      | Twarda (hala) | Mark Knowles   | Travis Parrott Filip Polášek       | 7:6(5), 6:1       |
| Zwycięzca     | 6. | 22 marca 2009    | Indian Wells | Twarda        | Andy Roddick   | Maks Mirny Andy Ram                | 3:6, 6:1, 14-12   |
| Zwycięzca     | 7. | 14 lutego 2010   | San José (2) | Twarda (hala) | Sam Querrey    | Benjamin Becker Leonardo Mayer     | 7:6(3), 7:5       |
| Zwycięzca     | 8. | 8 sierpnia 2010  | Waszyngton   | Twarda        | Mark Knowles   | Tomáš Berdych Radek Štěpánek       | 4:6, 7:6(7), 10-7 |
| Finalista     | 2. | 15 maja 2011     | Rzym         | Ceglana       | Andy Roddick   | John Isner Sam Querrey             | walkower          |
| Finalista     | 3. | 4 sierpnia 2013  | Waszyngton   | Twarda        | Radek Štěpánek | Julien Benneteau Nenad Zimonjić    | 6:7(5), 5:7       |

### Osiągnięcia w turniejach Wielkiego Szlema i ATP World Tour Masters 1000 (gra pojedyncza)
| Turniej                     | 2000                   | 2001                   | 2002                   | 2003                   | 2004                   | 2005                   | 2006                   | 2007                   | 2008                   | 2009         | 2010         | 2011         | 2012         | 2013         | 2014         | 2015         | Wygrane turnieje | Bilans w turnieju |
| Wielki Szlem                | Wielki Szlem           | Wielki Szlem           | Wielki Szlem           | Wielki Szlem           | Wielki Szlem           | Wielki Szlem           | Wielki Szlem           | Wielki Szlem           | Wielki Szlem           | Wielki Szlem | Wielki Szlem | Wielki Szlem | Wielki Szlem | Wielki Szlem | Wielki Szlem | Wielki Szlem | Wielki Szlem     | Wielki Szlem      |
| --------------------------- | ---------------------- | ---------------------- | ---------------------- | ---------------------- | ---------------------- | ---------------------- | ---------------------- | ---------------------- | ---------------------- | ------------ | ------------ | ------------ | ------------ | ------------ | ------------ | ------------ | ---------------- | ----------------- |
| Australian Open             | –                      | –                      | 2R                     | 3R                     | 1R                     | 2R                     | –                      | QF                     | 3R                     | 3R           | 1R           | 2R           | 2R           | –            | –            | –            | 0 / 10           | 14–10             |
| French Open                 | –                      | –                      | –                      | 1R                     | –                      | 1R                     | –                      | –                      | 2R                     | 1R           | 2R           | 3R           | –            | –            | –            | –            | 0 / 6            | 4–6               |
| Wimbledon                   | –                      | 1R                     | –                      | 3R                     | 2R                     | –                      | 3R                     | 1R                     | 1R                     | 3R           | 2R           | QF           | 4R           | –            | –            | –            | 0 / 10           | 15–10             |
| US Open                     | 1R                     | 1R                     | 2R                     | 2R                     | 2R                     | 1R                     | 2R                     | 2R                     | QF                     | –            | 4R           | 4R           | 4R           | –            | –            | 2R           | 0 / 13           | 19–13             |
| Wygrane turnieje            | 0 / 1                  | 0 / 2                  | 0 / 2                  | 0 / 4                  | 0 / 3                  | 0 / 3                  | 0 / 2                  | 0 / 3                  | 0 / 4                  | 0 / 3        | 0 / 4        | 0 / 4        | 0 / 3        | 0 / 0        | 0 / 0        | 0 / 1        | 0 / 39           | –                 |
| Bilans spotkań              | 0–1                    | 0–2                    | 2–2                    | 5–4                    | 2–3                    | 1–3                    | 3–2                    | 5–3                    | 7–4                    | 4–3          | 5–4          | 10–4         | 7–3          | 0–0          | 0–0          | 1–1          | –                | 52–39             |
| ATP World Tour Finals       |                        |                        |                        |                        |                        |                        |                        |                        |                        |              |              |              |              |              |              |              |                  |                   |
| ATP World Tour Finals       | –                      | –                      | –                      | –                      | –                      | –                      | –                      | –                      | –                      | –            | –            | RR           | –            | –            | –            | –            | 0 / 1            | 0–3               |
| ATP World Tour Masters 1000 |                        |                        |                        |                        |                        |                        |                        |                        |                        |              |              |              |              |              |              |              |                  |                   |
| Indian Wells                | –                      | 2R                     | 1R                     | –                      | 4R                     | 2R                     | 3R                     | 2R                     | F                      | 2R           | 2R           | 2R           | 3R           | 3R           | –            | 1R           | 0 / 13           | 15–13             |
| Miami                       | 2R                     | –                      | 2R                     | 3R                     | 2R                     | 2R                     | 2R                     | –                      | 1R                     | 2R           | 4R           | SF           | QF           | –            | –            | –            | 0 / 11           | 16–11             |
| Monte Carlo                 | –                      | –                      | –                      | 1R                     | –                      | –                      | –                      | –                      | –                      | –            | –            | –            | –            | –            | –            | –            | 0 / 1            | 0–1               |
| Madryt                      | –                      | –                      | –                      | 3R                     | 2R                     | –                      | 2R                     | 1R                     | 2R                     | 2R           | 2R           | 1R           | –            | –            | –            | –            | 0 / 8            | 7–8               |
| Rzym                        | –                      | –                      | –                      | 2R                     | –                      | –                      | –                      | 1R                     | 2R                     | 2R           | –            | 3R           | –            | –            | –            | –            | 0 / 5            | 5–5               |
| Montreal/Toronto            | –                      | –                      | –                      | 1R                     | –                      | –                      | –                      | –                      | 1R                     | –            | –            | F            | QF           | –            | –            | –            | 0 / 4            | 6–4               |
| Cincinnati                  | 1R                     | –                      | –                      | F                      | 1R                     | –                      | 2R                     | 1R                     | 1R                     | –            | F            | SF           | QF           | 1R           | –            | 2R           | 0 / 11           | 18–11             |
| Szanghaj                    | Nie ATP Masters Series | Nie ATP Masters Series | Nie ATP Masters Series | Nie ATP Masters Series | Nie ATP Masters Series | Nie ATP Masters Series | Nie ATP Masters Series | Nie ATP Masters Series | Nie ATP Masters Series | –            | –            | 2R           | –            | –            | –            | –            | 0 / 1            | 0–1               |
| Paryż                       | –                      | –                      | –                      | 1R                     | 2R                     | –                      | –                      | 2R                     | –                      | –            | –            | 3R           | –            | –            | –            | –            | 0 / 4            | 3–4               |
| Hamburg                     | –                      | –                      | –                      | 1R                     | –                      | –                      | –                      | 1R                     | 1R                     | NMS          | NMS          | NMS          | NMS          | NMS          | NMS          | NMS          | 0 / 3            | 0–3               |
| Wygrane turnieje            | 0 / 2                  | 0 / 1                  | 0 / 2                  | 0 / 8                  | 0 / 5                  | 0 / 2                  | 0 / 4                  | 0 / 6                  | 0 / 7                  | 0 / 4        | 0 / 4        | 0 / 8        | 0 / 4        | 0 / 2        | 0 / 0        | 0 / 2        | 0 / 61           | –                 |
| Bilans spotkań              | 1–2                    | 1–1                    | 1–2                    | 10–8                   | 4–5                    | 2–2                    | 5–4                    | 1–6                    | 8–7                    | 2–4          | 10–4         | 14–8         | 9–4          | 1–2          | 0–0          | 1–2          | –                | 70–61             |
| Ranking na koniec sezonu    |                        |                        |                        |                        |                        |                        |                        |                        |                        |              |              |              |              |              |              |              |                  |                   |
|                             | 305                    | 141                    | 84                     | 20                     | 37                     | 225                    | 47                     | 39                     | 24                     | 55           | 16           | 8            | 27           | 373          | –            | 423          | –                | –                 |

Legenda
     W, wygrał turniej
     F, przegrał w finale
     SF, przegrał w półfinale
     QF, przegrał w ćwierćfinale
     4R, 3R, 2R, 1R przegrał w IV, III, II, I rundzie
     RR, odpadł w fazie grupowej
     –, nie startował w turnieju głównym